# Bernadette Brégeon
Pour les articles homonymes, voir Brégeon.
Bernadette Brégeon, née Hettich le 8 février 1964 à Lunéville, est une kayakiste français. Elle est mariée au kayakiste Bernard Brégeon.

## Biographie
Aux Jeux olympiques d'été de 1984 à Los Angeles, Bernadette Brégeon termine sixième en kayak biplace 500 m. 
Elle remporte en 1991 la médaille de bronze mondiale en kayak biplace 5 000 m.
Aux Jeux olympiques d'été de 1992 à Barcelone, elle est éliminée en demi-finale de l'épreuve de K2 500 m et en kayak à quatre 500 m.